# Missill
Pour l’article ayant un titre homophone, voir Missile.

## DJ Missill
Émilie Talieu, dite Missill ou DJ Missill, née le 4 juillet 1980 à Carcassonne et morte le 13 juin 2022 dans la même ville[source insuffisante], est une disc jockey, productrice, graffeuse, graphiste et vidéaste française,. Outre ses activités artistiques, elle est connue pour son engagement écologiste et féministe.

## Biographie
Émilie Talieu,, dite Missill, naît le 4 juillet 1980 à Carcassonne.
Elle commence ses activités artistiques comme graffeuse dans les années 1990.
Elle est à l'origine avec YZ de la série Open Your Eyes,.
Plus tard, elle crée notamment l'affiche des Rencontres trans musicales de Rennes en 2005.
Sa carrière de DJ débute dans les années 2000. Elle collabore avec des artistes divers, comme Horace Andy, Vitalic ou Alain Bashung.
Son style emprunte à des genres divers, comme le hip-hop, le dance-hall ou le rock,. Inspirée par ses voyages et par la culture japonaise, elle identifie sa musique par l'expression « electro world »,.
C'est par ailleurs une artiste engagée. En 2017, elle fonde avec Laura Léda le collectif féminin O'Sisters qui se donne pour objectif de diffuser « des messages positifs d'émancipation, d'unité et de solidarité aux femmes du monde entier ». Son militantisme écologique se ressent dans des titres comme Climate Change ou 432 MHz,.
Elle meurt d'un cancer en juin 2022 à l'âge de 41 ans.
Projet Posthume, EN3RIA:
Avant son décès, Missill travaillait depuis des années sur la production de son projet le plus ambitieux; un album concept multi-artistes qu'elle avait nommé EN3RIA. EN3RIA est sorti le 6 juin 2025 à titre posthume, comme elle l'avait souhaité.

### Vidéos
- [vidéo] purekidz, « Missill en Interview pour l'album "Kawaii" », sur YouTube
- [vidéo] Woofy Goldberg, « MISSILL live @ Nova », sur YouTube
- [vidéo] PIAS France, « Missill - "Forward" [Official Video] », sur YouTube
- [vidéo] Atmospheriques, « Missill - "Invincible" feat Spoek Mathambo », sur YouTube
- [vidéo] O Sisters, « O'SISTERS - Moussolou (Official Video) », sur YouTube
- [vidéo] O Sisters, « O'SISTERS - Girlz Are From Venus (Official Video) », sur YouTube

### Autres liens externes
- Ancien site officiel (actif jusqu'en 2016) sur Internet Archives
- Chaîne officielle de Missill sur YouTube
- Profil de Missill sur SoundCloud
- « ENTRETIEN. DJ Missill : « Je suis persuadée que les fréquences ont un pouvoir de fou » », sur ouest-france.fr, 4 octobre 2019

- Ressources relatives à la musique :   - AllMusic
  - Discogs
  - MusicBrainz
  - Songkick
- Notices d'autorité :   - VIAF
  - ISNI
  - IdRef